# 外骨骼

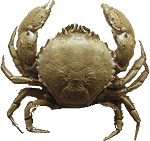
螃蟹的外骨骼

外骨骼是基于动物身体最外层（外皮）硬化而形成的骨骼系统，除了支撑结构外还能起到保护体内的器官和软组织的功能。
外骨骼在许多无脊椎动物中十分常见，比如节肢动物和缓步动物的表皮、非蛸类软体动物（贝类、螺类、鹦鹉螺等）的外壳、以及石珊瑚为保护自身分泌出碳酸钙囤积而成的珊瑚礁。一些脊椎动物也可能演化出保护性并具有支撑功能的外表，比如龟甲。

## 节肢动物
节肢动物的体表覆盖着坚硬的体壁。体壁由三部分组成：表皮细胞层，基膜和角质层。
表皮细胞层由一层活细胞组成，它向内分泌形成一层薄膜，叫做基膜，向外分泌形成厚的角质层。角质层除了能防止体内水分蒸发和保护内部构造外，还能与内壁所附着的肌肉共同完成各种运动，跟脊椎动物体内的骨骼有相似的作用，因此被叫做外骨骼。但節肢動物的「骨骼」並不是由鈣所組成，他們是由甲殼素（又名幾丁質），由N-乙醯-D-胺基葡萄糖化合而成，約由8000個單醣組成。
因為這些節肢動物門的動物，「骨骼」位於身體外部，生長受限，所以體型都不會太大。

## 相關
- 蛻皮
- 内骨骼
- 静水骨骼
- 动力外骨骼